# Elizabeth Murray (Künstlerin)
Elizabeth Murray (* 6. September 1940 in Chicago; † 12. August 2007 in New York) war eine US-amerikanische Künstlerin.

## Leben
Die Künstlerin stellte als eine der ersten Frauen eine historiographische Überarbeitung zu modernen künstlerischen Konzepten zusammen. Im Laufe ihrer Forschungsarbeiten sammelte sie neues Wissen über Kasimir Malewitsch, Piet Mondrian, Paul Cézanne, Henri Matisse und Wassily Kandinsky.
Ihr Stil vereinte Elemente des Kubismus und des Surrealismus. Besonders ihr Puzzle-Stil galt als einzigartig. Sie thematisierte damit die innere Zerbrechlichkeit des Menschen.
Elizabeth Murray stellte unter anderem im Museum of Modern Art (MoMA) in New York aus. 1994 wurde sie von der National Academy of Design zum Vollmitglied (NA) gewählt. 1992 wurde sie in die American Academy of Arts and Letters und 1998 in die American Academy of Arts and Sciences gewählt, 1999 war sie MacArthur Fellow.
Sie starb im Alter von 66 Jahren an Lungenkrebs.